# 8735 Yoshiosakai
8735 Yoshiosakai eller 1997 AA1 är en asteroid i huvudbältet som upptäcktes den 2 januari 1997 av den japanska astronomen Takao Kobayashi vid Ōizumi-observatoriet. Den är uppkallad efter japanen Sakai Yoshio.
Asteroiden har en diameter på ungefär 13 kilometer och den tillhör asteroidgruppen Themis.